# Kalhausen
Kalhausen [kalauzən]   est une commune française située dans le département de la Moselle, en Lorraine, dans la région administrative Grand Est. Le village fait partie du pays de Bitche  et du bassin de vie de la Moselle-Est.

## Géographie

### Localisation
Avec ses écarts (hameau) de Weidesheim et de Hutting (gentilé : Huttingeois), le village de Kalhausen est situé à l'extrémité sud-ouest du pays de Bitche, en pays découvert, dans un vallon adjacent au ruisseau d'Achen. La Sarre, le canal des Houillères et la ligne de chemin de fer de Sarreguemines à Strasbourg constituent un grand axe de circulation qui longe la bordure ouest du ban.

### Hydrographie
La commune est située dans le bassin versant du Rhin au sein du bassin Rhin-Meuse. Elle est drainée par la Sarre, l'Eichel, le ruisseau d'Achen et le ruisseau le Tiefgraben.
La Sarre, d'une longueur totale de 129,2 km, est un affluent de la Moselle et donc un sous-affluent du Rhin, qui coule en Lorraine, en Alsace bossue et dans les Länder allemands de la Sarre (Saarland) et de Rhénanie-Palatinat (Rheinland-Pfalz).
L'Eichel, d'une longueur totale de 32,4 km, prend sa source dans la commune de Petersbach et se jette  dans la Sarre à Herbitzheim, après avoir traversé 16 communes.
Le ruisseau d'Achen, d'une longueur totale de 15,4 km, prend sa source dans la commune de Gros-Réderching et se jette  dans la Sarre sur la commune, face à Wittring, après avoir traversé cinq communes.

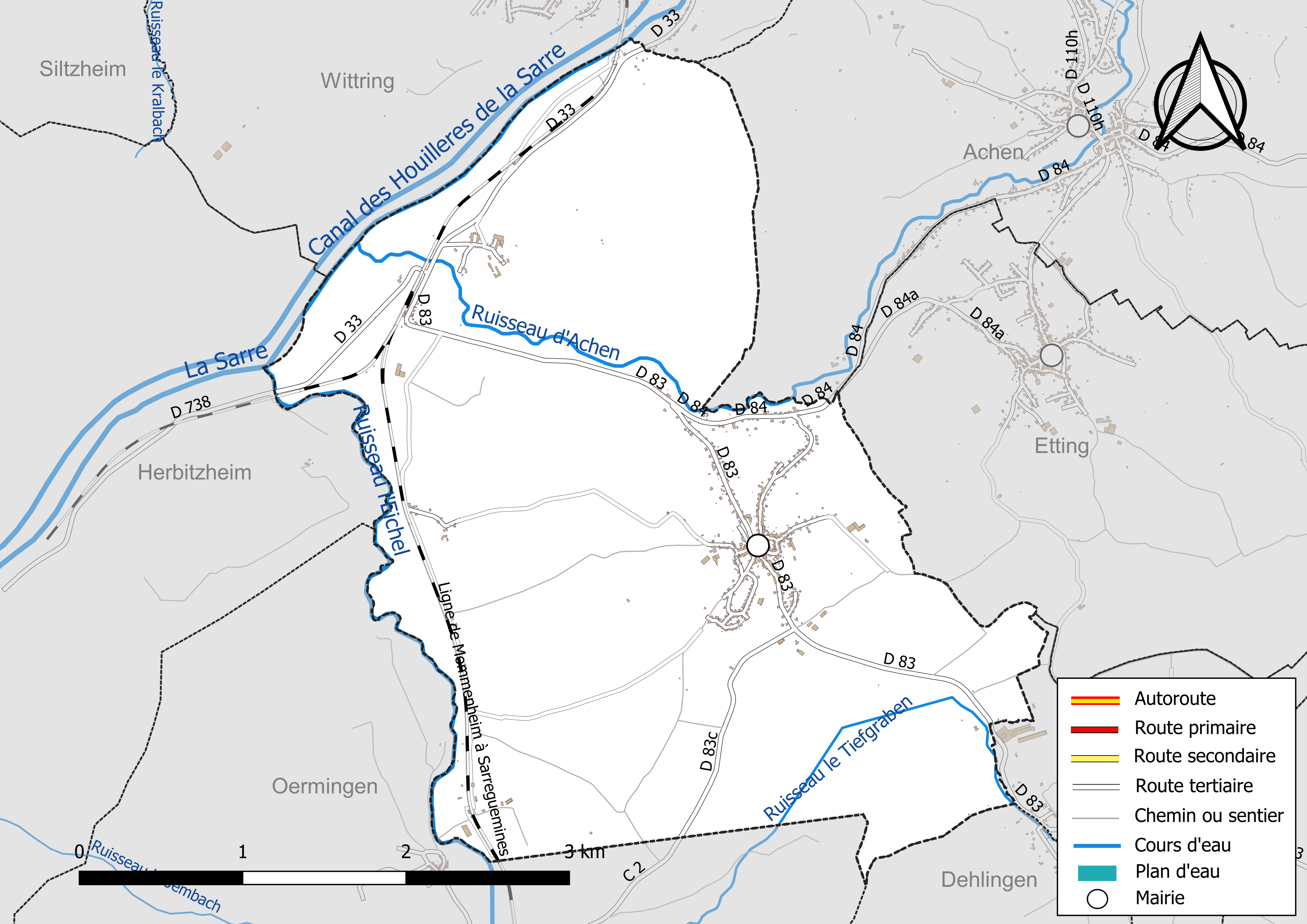
Réseaux hydrographique et routier de Kalhausen.

La qualité des eaux des principaux cours d’eau de la commune, notamment de la Sarre, du ruisseau l'Eichel et du ruisseau d'Achen, peut être consultée sur un site spécial géré par les agences de l’eau et l’Agence française pour la biodiversité.

### Climat
Pour des articles plus généraux, voir Climat du Grand Est et Climat de la Moselle.
En 2010, le climat de la commune est de type climat des marges montargnardes, selon une étude du Centre national de la recherche scientifique s'appuyant sur une série de données couvrant la période 1971-2000. En 2020, Météo-France publie une typologie des climats de la France métropolitaine dans laquelle la commune est exposée à un climat semi-continental et est dans la région climatique  Vosges, caractérisée par une pluviométrie très élevée (1 500 à 2 000 mm/an) en toutes saisons et un hiver rude (moins de 1 °C). 
Pour la période 1971-2000, la température annuelle moyenne est de 9,6 °C, avec une amplitude thermique annuelle de 17 °C. Le cumul annuel moyen de précipitations est de 886 mm, avec 11,7 jours de précipitations en janvier et 10,1 jours en juillet. Pour la période 1991-2020, la température moyenne annuelle observée sur la station météorologique de Météo-France la plus proche, « Berg », sur la commune de Berg à 14 km à vol d'oiseau, est de 10,4 °C et le cumul annuel moyen de précipitations est de 801,8 mm. 
La température maximale relevée sur cette station est de 37,4 °C, atteinte le 25 juillet 2019 ; la température minimale est de −16,8 °C, atteinte le 7 février 2012,,. 
Les paramètres climatiques de la commune ont été estimés pour le milieu du siècle (2041-2070) selon différents scénarios d'émission de gaz à effet de serre à partir des nouvelles projections climatiques de référence DRIAS-2020. Ils sont consultables sur un site spécial publié par Météo-France en novembre 2022.

## Urbanisme

### Typologie
Au 1er janvier 2024, Kalhausen est catégorisée commune rurale à habitat dispersé, selon la nouvelle grille communale de densité à sept niveaux définie par l'Insee en 2022.
Elle est située hors unité urbaine. Par ailleurs la commune fait partie de l'aire d'attraction de Sarreguemines (partie française), dont elle est une commune de la couronne,. Cette aire, qui regroupe 48 communes, est catégorisée dans les aires de 50 000 à moins de 200 000 habitants,.

### Occupation des sols
L'occupation des sols de la commune, telle qu'elle ressort de la base de données européenne d’occupation biophysique des sols Corine Land Cover (CLC), est marquée par l'importance des territoires agricoles (79,9 % en 2018), une proportion sensiblement équivalente à celle de 1990 (80,2 %). La répartition détaillée en 2018 est la suivante : 
prairies (47,6 %), terres arables (29,3 %), forêts (15,7 %), zones urbanisées (4,4 %), zones agricoles hétérogènes (2,9 %). L'évolution de l’occupation des sols de la commune et de ses infrastructures peut être observée sur les différentes représentations cartographiques du territoire : la carte de Cassini (XVIIIe siècle), la carte d'état-major (1820-1866) et les cartes ou photos aériennes de l'IGN pour la période actuelle (1950 à aujourd'hui).

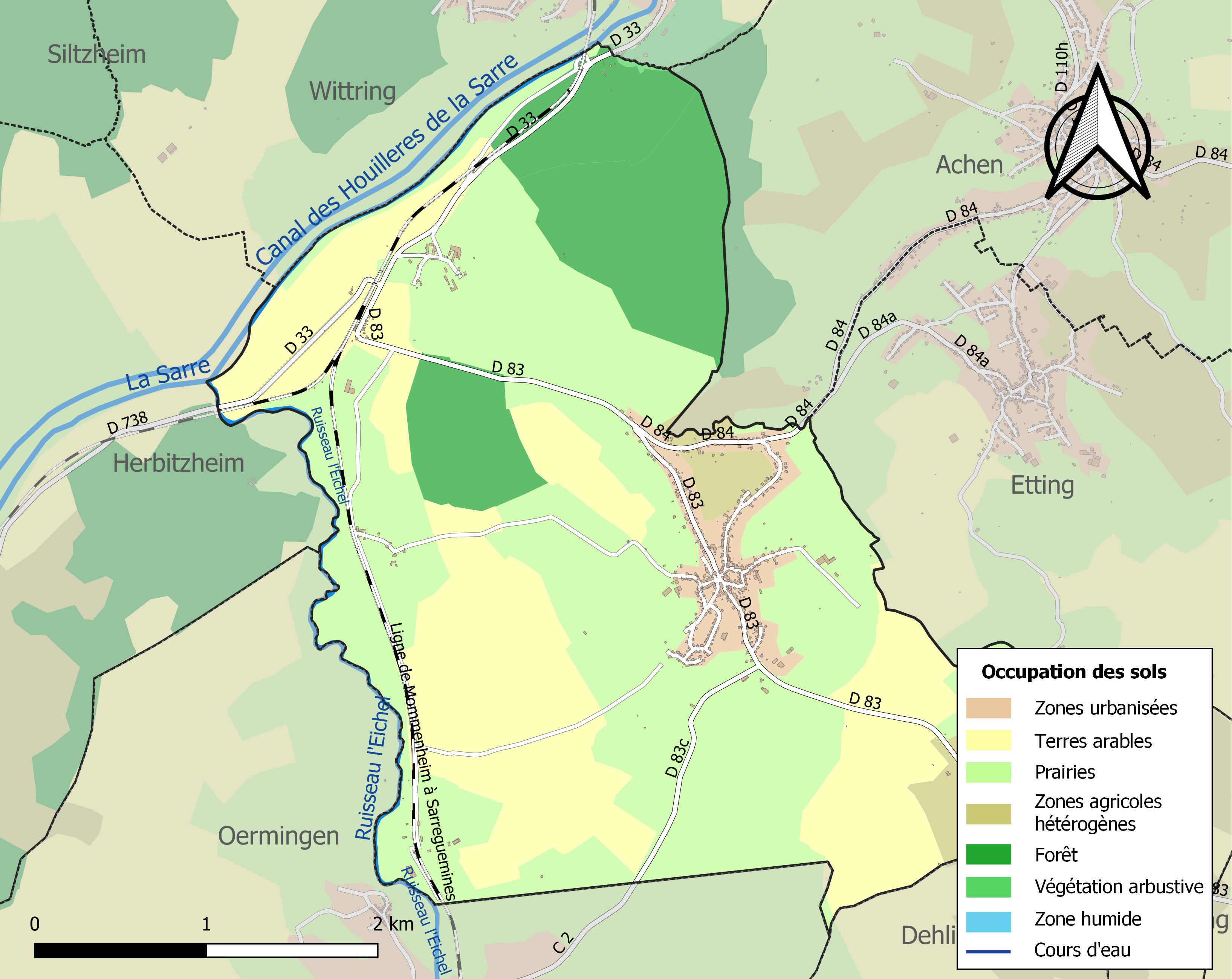
Carte des infrastructures et de l'occupation des sols de la commune en 2018 (CLC).

## Toponymie
- Kalhausen : Kalenhausen (1425), Kallenhaussen (1594), Calhauzen (1773), Calhausen (1779), Kallausen (1801). Kalhuse en francique lorrain[16].
- Hutting : Ettingen (1594), Hutting (1612), Huttingen (1751), Huting (1773), Huttingen ou Ettingen (D. Cal. not. Lorr.), Ferme de Huttingen (carte de l'État-major), Hütting[17], Hüttingen durant l'annexion allemande.
- Weidesheim : Weidesheim (1506), Weideheim (1576), Wedesheim im Westrich (1606), Vedesheim (1681), Vetzem (1726), Weitzheim (carte Cassini).

### Sobriquets
Anciens sobriquets sur les habitants : Die Maikèfer (les hannetons), Die Russen (les Russes).

## Histoire
Une station mésolithique, des sépultures du Ier âge du fer ainsi qu'un autel à Junon et deux bas-reliefs gallo-romains découverts à Weidesheim et partiellement remployés dans la chapelle témoignent de l'ancienneté du site. Kalhausen est mentionnée en 1425 sous la forme Kalenhausen, du nom d'homme germanique Kallo et du viel allemand Hus, Haus, la maison.
Dépendait de l'ancienne province de Lorraine, dans la seigneurie de Bitche.
Du point de vue spirituel, le village et son écart (hameau) de Hutting a dépendu de l'église-mère d'Achen avant de devenir paroisse de l'archiprêtré de Rohrbach en 1804. À une première chapelle dédiée à sainte Catherine élevée en 1734 a succédé l'église Saint-Florian reconstruite en 1846-1847 sur des plans de l'architecte Louis Schwartz de Sarreguemines. Du point de vue administratif, le village et ses écarts ont fait partie du canton de Bouquenom entre 1790 et 1793, avant d'être placés dans celui de Rohrbach, Weidesheim ne lui étant rattaché qu'en 1811.

## Politique et administration
| Période                                  | Période   | Identité            | Étiquette | Qualité |
| ---------------------------------------- | --------- | ------------------- | --------- | ------- |
| Les données manquantes sont à compléter. |           |                     |           |         |
| mars 1977                                | mars 2008 | Joseph-Etienne List |           |         |
| mars 2008                                | ?         | Laurent Lazzarotto  |           |         |
| mai 2020                                 | En cours  | Michaël Freyermuth  |           |         |

## Démographie
L'évolution du nombre d'habitants est connue à travers les recensements de la population effectués dans la commune depuis 1793. Pour les communes de moins de 10 000 habitants, une enquête de recensement portant sur toute la population est réalisée tous les cinq ans, les populations de référence des années intermédiaires étant quant à elles estimées par interpolation ou extrapolation. Pour la commune, le premier recensement exhaustif entrant dans le cadre du nouveau dispositif a été réalisé en 2004.

En 2022, la commune comptait 779 habitants, en évolution de −8,68 % par rapport à 2016 (Moselle : +0,52 %, France hors Mayotte : +2,11 %).
| 1793 | 1800 | 1806 | 1821 | 1836 | 1841 | 1861 | 1866 | 1871 |
| ---- | ---- | ---- | ---- | ---- | ---- | ---- | ---- | ---- |
| 510  | 561  | 583  | 794  | 856  | 901  | 813  | 905  | 930  |

| 1875 | 1880 | 1885 | 1890 | 1895 | 1900 | 1905 | 1910 | 1921 |
| ---- | ---- | ---- | ---- | ---- | ---- | ---- | ---- | ---- |
| 906  | 864  | 843  | 756  | 815  | 843  | 861  | 909  | 888  |

| 1926 | 1931 | 1936 | 1946 | 1954 | 1962 | 1968 | 1975 | 1982 |
| ---- | ---- | ---- | ---- | ---- | ---- | ---- | ---- | ---- |
| 850  | 845  | 823  | 769  | 851  | 805  | 855  | 844  | 868  |

| 1990 | 1999 | 2004 | 2006 | 2009 | 2014 | 2019 | 2022 | - |
| ---- | ---- | ---- | ---- | ---- | ---- | ---- | ---- | - |
| 841  | 799  | 851  | 859  | 854  | 850  | 806  | 779  | - |

La population s'est relativement bien maintenue, sans doute à cause de la proximité des villes de Sarreguemines et de Sarralbe : 669 habitants au début du XIXe siècle, 900 au milieu du même siècle et encore 868 au recensement de 1982.

## Culture locale et patrimoine

### Lieux et monuments

#### Édifices civils
- Passage d'une voie romaine.

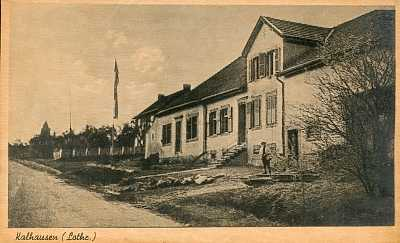
Vue du village.

- Château fort à Weidesheim, reconstruit au XVe siècle pour la famille de Deux-Ponts Bitche dont il ne subsiste que le donjon repercé au XVIe siècle ; escalier du XVIIe siècle, à comparer avec celui du château de Rahling daté 1620 ; logis reconstruit vers 1780, 1790 pour Dominique Ignace Charles d'Hausen, conseiller au parlement de Metz et futur député de la Moselle ; parties agricoles partiellement reconstruites à la fin du XVIIIe siècle ou au début du XIXe siècle ; éléments défensifs ; marques de tâcheron. En ruine depuis 1945, est en cours de restauration
- Dans la partie sud du ban, un long chemin serpente à travers les molles ondulations du plateau, dans un paysage de champs ouverts. Au lieu-dit Lanzenbronnen, une croix est érigée en 1868 aux frais d'Agathe Dier, en souvenir de son époux Nicolas Assant qui vient de décéder.
- Schweizermühle, moulin disparu, ainsi que Koenigshof et Lambertsbronn existaient sur le ban de Kalhausen.

#### Édifices religieux
- Église paroissiale Saint-Florian, reconstruite à partir de 1846. Portail occidental daté 1847, qui a remplacé une église ancienne non documentée
- Chapelle dédiée à sainte Barbe et non à saint Martin comme l'avait décidé le restaurateur de la chapelle dans les années 1975. Église dite chapelle faisant partie du domaine de Weidesheim, propriété de Simon de Bitche l'Ancien, dit de Gentersberg, qui, à la fin du XVe siècle, a transformé le château et fait reconstruire la chapelle, dont il ne subsiste que le chœur, la nef ayant été démolie après la Seconde Guerre mondiale ; l'arc triomphal en plein-cintre, incorporé dans la maçonnerie gothique, avec remploi de deux bas-relief gallo-romains, ne serait-il pas le vestige d'une chapelle romane de la voûte d'ogives d'origine ne subsiste que le départ des arcs. La partie subsistante de l'abside, ainsi que le sol de la partie disparue de la nef sont classés au titre des monuments historiques par arrêté du 23 novembre 1982[23].

### Personnalités liées à la commune
Les frères MULLER sont nés à Kalhausen. En 1885, refusant de faire leur service militaire du côté allemand, ils partent pour la France. Après avoir été graveurs de verre chez Emile GALLE à Nancy, ils créent leur propre verrerie à Croismare près de Lunéville. (Sources : Benoit TALLOT "Les Frères Muller-Maitres Verriers à Lunéville").

### Héraldique
| Blason de Kalhausen | Blason  | Coupé: au 1er d'azur à l'ancre d'argent accostée de deux étoiles du même, au 2e de sable au massacre de cerf d'or surmonté d'une étoile de six rais cousue de gueules. |
| Blason de Kalhausen | Détails | Le statut officiel du blason reste à déterminer. |